# Юсеф Идриси
Юсеф Идриси (на френски: Youssef Idrissi) е френски футболист от марокански произход, полузащитник.
Роден е в Авиньон на 19 януари 1988 г. Състезател на „Етър 1924“ до май 2012 г., когато разтрогва договора си с клуба по взаимно съгласие.